# South Ribble
South Ribble – dystrykt w hrabstwie Lancashire w Anglii.

## Miasta
- Leyland
- Penwortham

## Inne miejscowości
Bamber Bridge, Coupe Green, Farington, Farington Moss, Gregson Lane, Higher Walton, Hutton, Longton, Lostock Hall, Mellor Brook, Midge Hall, Much Hoole, New Longton, Samlesbury, Walmer Bridge, Walton-le-Dale, Whitestake.